# Botryostroma inaequale
Botryostroma inaequale är en svampart som först beskrevs av Georg Winter, och fick sitt nu gällande namn av Franz Xaver von Höhnel 1911. Botryostroma inaequale ingår i släktet Botryostroma och familjen Venturiaceae.   Inga underarter finns listade i Catalogue of Life.